# Накаш, Оливье
Оливье Накаш (фр. Olivier Nakache; род. 15 апреля 1973, Сюрен) — французский кинорежиссёр, сценарист и актёр.

## Биография
Родился в еврейской семье. Он является братом актрисы и режиссёра Джеральдин Накаш.
Оливье Накаш часто работает совместно с Эриком Толедано. В 1995 году они создали фильм «День и ночь» (Le jour et la nuit), это ночная история любви одного врача, в ролях с Зинедином Суалемом и Жули Модьёк. Четыре года спустя они вернулись с фильмом «Неловкость» (Les petits souliers), фильм — хроника молодых Дедов Морозов одного вечера, которая объединяет пятерых молодых французских комиков: Жамеля Деббуза, Гада Эльмалеха, Атмена Келифа, Рошди Зема и Гилберта Мелки. В 2005 году он снял фильм «Я предпочитаю, чтобы мы остались друзьями» (Je préfère qu’on reste amis) с Жераром Депардьё и Жан-Полем Рувом.
Как комедийный актёр Накаш снялся в фильме «Летний лагерь» (Nos jours heureux), это лёгкая комедия о летних лагерях. Фильм стал хитом лета 2007 года. В 2009 году он снял третий фильм (Tellement proches), историю одной красочный семьи, где снялись  Винсент Эльбаз, Изабель Карре, Франсуа-Ксавье Демезон, Одри Дана и Омар Си.
Параллельно они сняли некоторые части шоу «В субботу вечером в прямом эфире» (Samedi soir en direct) в 2003 году на канале Comédie, перед тем как появиться в телевизионном фильме Mer belle à agitée Паскаля Шомеля (2006).

## Режиссёрская работа
- Особенные (2019) Hors normes
- Праздничный переполох (2017), Le sens de la fête
- Самба (2014)
- 1+1 (2011), Intouchables
- Так близко (2009), Tellement proches
- Летний лагерь (2006), Nos jours heureux
- Просто друзья (2005), Je préfère qu’on reste amis
- Ces jours heureux (2002), Ces jours heureux
- Неловкость (1999), Les petits souliers
- La part de l’ombre (1999), La part de l’ombre
- Le jour et la nuit (1995)

## Сценарист
- Самба (2014)
- 1+1 (2011), Intouchables
- Так близко (2009), Tellement proches
- Летний лагерь (2006), Nos jours heureux
- Просто друзья (2005), Je préfère qu’on reste amis
- Ces jours heureux (2002), Ces jours heureux
- Неловкость (1999), Les petits souliers
- Le jour et la nuit (1995)

## Актёрская деятельность
- Mer belle à agitée (ТВ) (2006), Mer belle à agitée
- Летний лагерь (2006), Nos jours heureux
- Une fleur pour Marie (2003), Une fleur pour Marie

## Награды
«Сезар», 2012 год:
- Лучший фильм («1+1»)
- Лучший режиссёр («1+1»)
- Лучший сценарий («1+1»)